# Vahe-Andre Hekimyan
Vahe-Andre Hekimyan ou Vahe Hekimian (en arménien Վահե-Անդրե Հեքիմյան), né le 25 septembre 1913 à Altınordu et mort le 9 octobre 1997 à Saumur, est un peintre arménien.

## Biographie
Vahe-Andre Hekimyan naît le 14 mai 1914 à Ordou dans la province de Trabzon en Arménie occidentale. Orphelin du génocide arménien, il est placé dans l'un des orphelinats de Constantinople, puis s'est installé dans la ville de Grass. Il étudie à Paris et pratique divers métiers. Il peint à partir de 1953. Ses images sont caractérisées par des couleurs saturées. Il fait des expositions personnelles en Europe et aux États-Unis. Il visite l'Arménie en 1983. Ses œuvres sont à la Galerie nationale d'Arménie. Il meurt le 21 novembre 1997 à Paris.

## Œuvres
- Sur la neige, 55 x 46 cm[3]
- Vieille ville, 65 x 54 cm[3]
- Allegro[3]